# Hugh Bonneville
Hugh Richard Bonneville Williams (sinh ngày 10 tháng 11 năm 1963), được gọi theo nghệ danh là Hugh Bonneville, là một nam diễn viên Anh. Anh nổi tiếng với vai Robert Crawley, Bá tước Grantham trong ITV sê-ri phim truyền hình lịch sử Downton Abbey. Diễn xuất của anh trong chương trình đã mang lại cho anh một đề cử tại Quả cầu vàng và hai đề cử giải Emmy Primetime.

## Thời trẻ
Bonneville được sinh ra tại Paddington, London, với một người mẹ là một y tá và cha là một bác sĩ phẫu thuật tiết niệu. Cậu học tại Trường dự bị đại học Dulwich và tại Trường Shertern, một trường độc lập ở Dorset.